# クラーク・ゲーブル
クラーク・ゲーブル（Clark Gable, 1901年2月1日 - 1960年11月16日）は、アメリカ合衆国の映画俳優。第二次世界大戦前後の時代を代表するビッグスター。なおゲーブルは十代の一時期、父親の名前を自分の名前に冠して「ウィリアム・クラーク・ゲーブル」としていた頃があったが、これはすぐに止めている。

## 経歴

### 生い立ち
ゲーブルはオハイオ州カーディスで生まれた。両親は共にドイツ系移民の子孫であった。父親ウィリアムは石油の採掘業者、母アデレインは探鉱者だったがゲーブルが10ヵ月の時に死亡した。彼は16歳で高校を辞め工員として働いた。

### 俳優へ
劇場で見た演劇に感動し俳優になる決心をし、オレゴン州ポートランドで地元の劇団に加わり、店員として働く傍ら巡業公演を行った。1924年に劇場支配人で俳優の演技指導の講師でもあったジョセフィーン・ディロンと出会い、彼女はゲイブルのパトロン兼恋人になった。ジョゼフィーンは美人とは程遠い女性であったが、スタンフォード大学を卒業した教養のあるインテリであり、金銭的にも余裕が有った。彼女はゲイブルの演技指導や発声方法のトレーニングだけでなく、歯の矯正代を負担したり、生活費の面倒まで見ていた。
そしてゲイブルはジョゼフィーンの金銭的援助を受けてカリフォルニア州ロサンゼルスのハリウッドへ行った。なおジョセフィーンはゲーブルよりも14歳年上で、彼らはハリウッドで結婚した。

### スター
ハリウッドでは端役での映画出演を行ったが、その後舞台演劇に戻った。『マシナル』などの舞台での活動が、大手映画製作会社のメトロ・ゴールドウィン・メイヤー（MGM）の幹部の目にとまり、1930年に契約し翌年から多くの映画に出演、「キング・オブ・ハリウッド」の異名をもつ大スターとなる一方で、1931年にはジョセフィーンと離婚した。
ゲーブルは『或る夜の出来事』で1934年にアカデミー主演男優賞を受賞し、アメリカのみならずヨーロッパ諸国や、日本でも高い人気を誇った。しかしながらゲーブルの最も有名な出演作は1939年の『風と共に去りぬ』である。同作のレット・バトラー役で彼はアカデミー主演男優賞のノミネートを受けた。
1935年の『戦艦バウンティ号の叛乱』でのフレッチャー・クリスチャン役でもアカデミー賞の指名を受けている。ゲーブルはアカデミー作品賞受賞作品に三度主演した数少ない俳優の一人である。

### 参戦

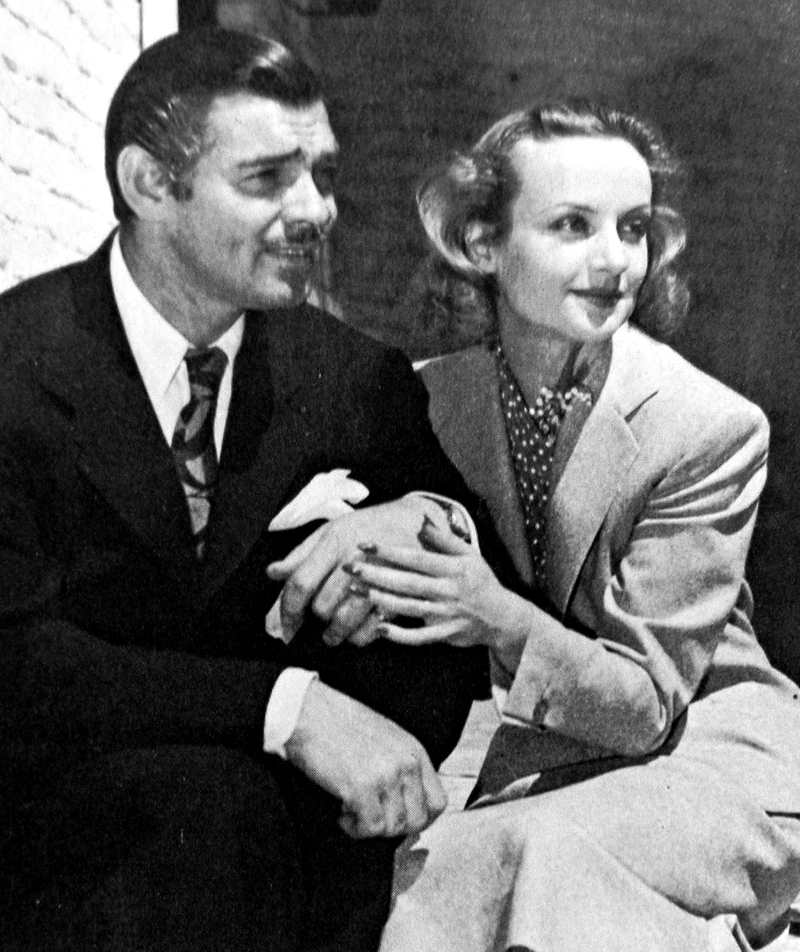
夫人のキャロル・ロンバードとともに（1939年）

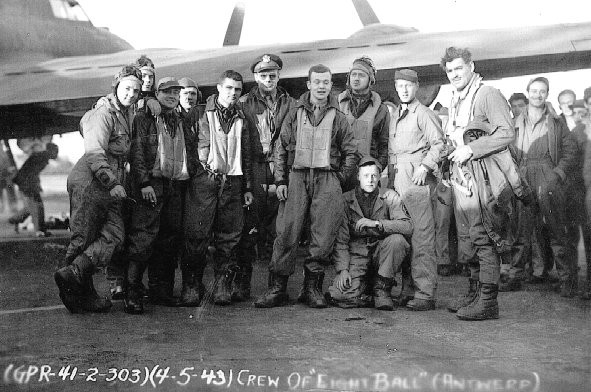
出撃後にクルーと記念写真に収まるゲーブル（右端、1943年）

ゲーブルは1939年に女優キャロル・ロンバードと3度目の結婚をする。その生活はゲーブルの生涯で最も幸福なものであったという。しかしロンバードはアメリカが第二次世界大戦に参戦した後の1942年に航空機墜落事故で死亡し、幸せな結婚生活はわずか3年で幕を閉じた。
ゲーブルは深く悲しみ、その悲しみを紛らわせるかのように第二次世界大戦下で枢軸国と対峙していたアメリカ合衆国陸軍航空隊に入隊した。なお、アメリカ軍は当初ゲーブルに対し、軍役には着いても実際の戦闘には加わらず、慰問部隊の一員として活動することを望んだ。
しかしゲーブルはこれを拒否し、ヨーロッパ戦線でボーイングB-17爆撃機で数度の出撃を行った。なお軍と政府は参戦したゲーブルを戦意高揚のためのプロパガンダ映画やニュースに大いに利用した。

### 戦後

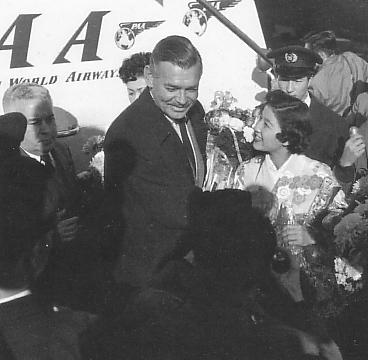
来日時のゲーブル（1954年）

第二次世界大戦が1945年8月に終結し、その後軍を退役したゲーブルの初の映画は、1945年に製作された『冒険』であった。同作は商業的に成功せず、MGMはゲーブルの高給を考慮し契約を更新しなかった。なおその後シルヴィア・アシュレーと4回目の結婚をした。
その後の10年間、ゲーブルはその経歴とは見合わないような小規模な作品や、駄作と評価されるような作品にも出演した。なお1954年（昭和29年）11月13日、映画『一攫千金を夢みる男』の、イギリスの植民地の香港にロケへ向かう途中に来日し大きな歓迎を受けた。

### 死去
そのキャリアに見合うような作品にも恵まれるようになった矢先の1960年に、ゲーブルは59歳でロサンゼルスに於いて心臓発作で死去した。ゲーブルの最後の映画は『荒馬と女』であった。なお同作は共演者のマリリン・モンローの生前最後の出演作でもあった。
ゲーブルはカリフォルニア州グレンデールのフォレスト・ローン記念公園墓地で、最愛の妻キャロル・ロンバードの横に埋葬された。なお最後の結婚相手のケイ・ウィリアムズは、ゲーブルの死後に、ゲーブルとの間の子ジョン・クラーク・ゲーブルを生んでいる。

## プライベート
ゲーブルは5回結婚している。1人目は上記のジョセフィーン・ディロン。2番目の妻はテキサス社交界の花形であったレアー・ラングハム・デイヴィスで、彼女は17歳年上であった。3人目はキャロル・ロンバードで、その生活は彼の生涯で最も幸福なものであったという。しかしロンバードは1942年の航空機墜落事故で死亡した。その後40年代を通してヴァージニア・グレイとつかず離れずの交際関係があった。
4人目の妻シルヴィア・アシュリーも2人目同様に社交界の花形で、サイレント期に「キング・オブ・ハリウッド」と呼ばれた国民的俳優ダグラス・フェアバンクスの未亡人でもあった。
5番目の妻ケイ・ウィリアムズとは13年間もくっついては別れるを繰り返した末に結婚、これが最後の婚姻となった。ケイはペンシルベニア州ノース・イーストの出身の元ファッションモデルおよび女優であった。ゲーブルはケイの連れ子バンカー・スプレッケルズを可愛がり、のちに彼は伝説的サーファーとなった。ゲーブルの死の4ヵ月後、1961年にケイはゲーブルとの息子ジョン・クラーク・ゲーブルを生んでいる。
また、「野性の叫び」で共演したロレッタ・ヤングとの間に娘ジュディ・ルイス（1935-2011）がいる。ロレッタはジュディがゲーブルとの子である事を隠すため、ジュディは7歳で立ち耳を目立たなくする手術をさせられた。
歯を悪くしていたが、インプラントが無い時代であったため、比較的若い頃から総入れ歯を使用していた。『モガンボ』で共演したグレース・ケリーは、酔った彼に外した入れ歯を見せられたことがあるという。
また、フリーメイソンの会員でカリフォルニア州にあるビバリーヒルズ・ロッジNo.528に入会していた。

## 主な出演作

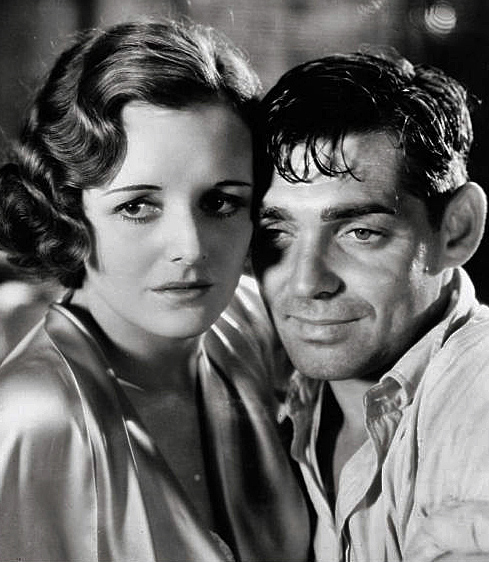
映画『紅塵』（1932年）で共演女優のメアリー・アスターと

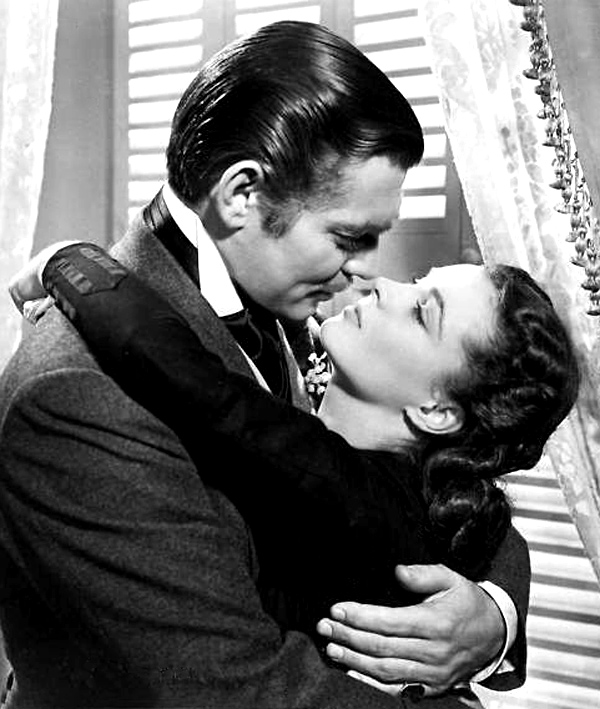
映画『風と共に去りぬ』（1939年）で共演女優のヴィヴィアン・リーと

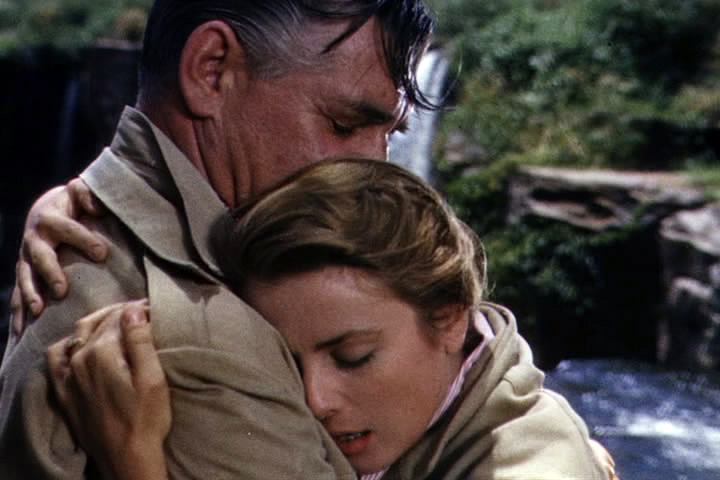
映画『モガンボ』（1953年）で共演女優のグレース・ケリーと

| 公開年 | 邦題 原題                                          | 役名                               | 備考           |
| ------ | -------------------------------------------------- | ---------------------------------- | -------------- |
| 1924   | 禁断の楽園 Forbidden Paradise                      |                                    |                |
| 1925   | メリー・ウィドウ The Merry Widow                   | ダンサー                           | クレジットなし |
| 1931   | 惨劇の砂漠 The Painted Desert                      | ランス・ブレット                   |                |
| 1931   | 暗黒街に踊る Dance, Fools, Dance                   | ジェイク                           |                |
| 1931   | 無冠の帝王 The Finger Points                       | ルイス・J・ブランコ                |                |
| 1931   | 秘密の6 The Secret Six                             | カール                             |                |
| 1931   | 笑う罪人 Laughing Sinners                          | カール                             |                |
| 1931   | 自由の魂 A Free Soul                               | エース・ウィルフォング             |                |
| 1931   | 夜の看護婦 Night Nurse                             | ニック                             |                |
| 1931   | 男性の血潮 Sporting Blood                          | ウォレン・リデル                   |                |
| 1931   | スザン・レノックス Susan Lenox (Her Fall and Rise) | ロドニー・スペンサー               |                |
| 1931   | 蜃気楼の女 Possessed                               | マーク・ホイットニー               |                |
| 1931   | 太平洋爆撃隊 Hell Divers                           | スティーヴ・ネルソン               |                |
| 1932   | 地獄のサーカス Polly of the Circus                 | ジョン・ハートリー                 |                |
| 1932   | 紅塵 Red Dust                                      | デニス・カーソン                   |                |
| 1932   | 心の青空 No Man of Her Own                         | ベイブ・スチュアート               |                |
| 1933   | ホワイト・シスター The White Sister                | ジョヴァンニ                       |                |
| 1933   | 春の火遊び Hold Your Man                           | エディ・ホール                     |                |
| 1933   | 夜間飛行 Night Flight                              | ジュールズ・ファビアン             |                |
| 1933   | ダンシング・レディ Dancing Lady                    | パッチ・ギャラハー                 |                |
| 1934   | 或る夜の出来事 It Happened One Night               | ピーター                           |                |
| 1934   | 白衣の騎士 Men in White                            | ジョージ・ファーガソン             |                |
| 1934   | 男の世界 Manhattan Melodrama                       | ブラッキー・ギャラハー             |                |
| 1934   | 私のダイナ Chained                                 | マイケル・ブラッドレー             |                |
| 1934   | 結婚十分前 Forsaking All Others                    | ジェフ                             |                |
| 1935   | 或る夜の特ダネ After Office Hours                  | ジム・ブランチ                     |                |
| 1935   | 支那海 China Seas                                  | アラン・ギャスケル                 |                |
| 1935   | 野性の叫び The Call of the Wild                    | ジャック・ソーントン               |                |
| 1935   | 戦艦バウンティ号の叛乱 Mutiny on the Bounty        | フレッチャー・クリスチャン         |                |
| 1936   | 妻と女秘書 Wife vs. Secretary                      | ヴァン                             |                |
| 1936   | 桑港 San Francisco                                 | ブラッキー・ノートン               |                |
| 1936   | スタアと選手 Cain and Mabel                        | ラリー・ケイン                     |                |
| 1936   | 空駆ける恋 Love on the Run                         | マイク・アンソニー                 |                |
| 1937   | 恋の挽歌 Parnell                                   | チャールズ・スチュワート・パーネル |                |
| 1937   | サラトガ Saratoga                                  | デューク・ブラッドレー             |                |
| 1938   | テスト・パイロット Test Pilot                      | ジム                               |                |
| 1938   | 地球を駆ける男 Too Hot to Handle                   | クリス・ハンター                   |                |
| 1939   | 風と共に去りぬ Gone with the Wind                  | レット・バトラー                   |                |
| 1940   | ブーム・タウン Boom Town                           | ビッグ・ジョン・マクマスターズ     |                |
| 1941   | 無法街 Honky Tonk                                  | キャンディ・ジョンソン             |                |
| 1945   | 冒険 Adventure                                     | ハリー・パターソン                 |                |
| 1947   | 自信売ります The Hucksters                         | ヴィクター・アルビー・ノーマン     |                |
| 1948   | 帰郷 Homecoming                                    |                                    |                |
| 1948   | 戦略爆撃指令 Command Decision                      | ケイシー・デニス                   |                |
| 1950   | スピード王 To Please a Lady                        |                                    |                |
| 1950   | 僕は御免だ But Not for Me                          | ラス・ウォード                     |                |
| 1951   | ミズーリ横断 Across the Wide Missouri              | フリント・ミッチェル               |                |
| 1952   | 栄光の星の下に Lone Star                           | デヴ・バーク                       |                |
| 1953   | 哀愁のロシア Never Let Me Go                       | フィル・サザーランド               |                |
| 1953   | モガンボ Mogambo                                   | ヴィクター・マーズウェル           |                |
| 1954   | 叛逆者 Betrayed                                    | ピーター・デヴェンダー             |                |
| 1955   | 一攫千金を夢見る男 Soldier of Fortune              | ハンク・リー                       |                |
| 1955   | たくましき男たち The Tall Men                      | ベン・アリソン                     |                |
| 1956   | ながれ者 The King and Four Queens                  | ダン                               |                |
| 1957   | 南部の反逆者 Band of Angels                        | ハミッシュ・ボンド                 |                |
| 1958   | 深く静かに潜航せよ Run Silent Run Deep             | リチャードソン                     |                |
| 1958   | 先生のお気に入り Teacher's Pet                     | ジェームズ                         |                |
| 1959   | 僕は御免だ But Not for Me                          | ラッセル・ワード                   |                |
| 1960   | ナポリ湾 It Started in Naples                      | マイケル・ハミルトン               |                |
| 1961   | 荒馬と女 The Misfits                               | ガイ・ラングランド                 |                |